# Richard Liesveld
Richard Arno Lesley Liesveld (* 10. Mai 1973) ist ein ehemaliger niederländischer Fußballschiedsrichter.
Liesveld war seit seinem Debüt im April 2005 Schiedsrichter in der niederländischen Eredivisie und leitete in dieser bis zu seinem Karriereende nach dem letzten Einsatz Ende 2016 insgesamt 194 Ligaspiele.
Von 2008 bis 2016 stand Liesveld auf der Liste der FIFA-Schiedsrichter und leitete internationale Fußballspiele, darunter zehn Spiele in der Qualifikation zur Europa League sowie ein Spiel in der Qualifikation zur Champions League, darüber hinaus Spiele in der EM- und WM-Qualifikation. Bei der Europameisterschaft 2012 in Polen und der Ukraine sowie bei der Europameisterschaft 2016 in Frankreich war Liesveld Torschiedsrichter im Team von Björn Kuipers.
Am 3. Mai 2015 leitete Liesveld das Finale des KNVB-Pokals 2014/15 zwischen PEC Zwolle und dem FC Groningen (0:2).
Nachdem Liesveld 2016 eine Rückenverletzung erlitten hatte und lange verletzungsbedingt ausgefallen war, beendete er schließlich 2019 seine Schiedsrichterkarriere.